# Формулярный анализ
Формулярный анализ — исторический источниковедческий метод анализа формуляра актового источника.
Под актом в узком смысле в источниковедении понимается договор между двумя контрагентами. Это могут быть международные договоры, (например, древнейшими русскими актовыми источниками являются Договоры Руси с Византией), различные грамоты: о продаже (купчая грамота), об обмене (меновая грамота), о закладывании земли (закладная грамота), о пожаловании, например князем монастыря (жалованная грамота) и т. д. Как правило, акты одного типа имеют устоявшуюся модель построения, формуляр. Формулярный анализ основан на сравнении формуляров конкретных актовых документов, в частности для их более точного датирования (формуляр изменялся во времени) и классификации по группам. Условный формуляр, то есть идеальная модель средневекового акта, делится на следующие части:
Начальный протокол
- Инвокация — посвящение высшим силам или государю.
- Интитуляция — указание, от кого исходит документ.
- Инскрипция — указание, кому документ адресован.
- Салютация — приветствие.

Основная часть
- Аренга — преамбула, мотивы создания документа.
- Промульгация — предуведомление о сути документа.
- Наррация — суть дела.
- Диспозиция — предложения и вопросы.
- Санкция — запрет на нарушение условий.
- Корроборация — удостоверение документа, подпись и печать.

Конечный протокол (эсхатокол)
- Датум — дата и место написания.
- Аппрекация — заключение-благопожелание.

В конкретном акте могут присутствовать не все перечисленные части, кроме того, они могут следовать в другом порядке.
Кроме того, при формулярном анализе текст акта может делиться на «статьи» или «клаузулы» (понятия не совсем идентичны), законченные по мысли выражения: сакральные, мотивировочные, содержащие обращение, уведомительные, процессуальные, удостоверительные, описательные, указные, просительные, договорные. Статьи делятся на обороты, обороты на элементы.
Кроме того, в актах выделяют «формулы» — устойчивые выражения, «реалии» — имена, топонимы и т. д. и «описания» — оригинальные выражения, не являющиеся штампами.